# Zygophlaeoba bolivari
Zygophlaeoba bolivari is een rechtvleugelig insect uit de familie veldsprinkhanen (Acrididae). De wetenschappelijke naam van deze soort is voor het eerst geldig gepubliceerd in 1933 door Henry.